# Temahome
TemaHome est un fabricant de meubles aux origines française et portugaise dont le siège social se trouve à Thônes en Haute-Savoie.
Créée en 1961, les principaux marchés de la compagnie sont l'Allemagne, la Suisse, le Portugal, l'Espagne, le Danemark et les États-Unis.

## Concept de la société
En 2018, la marque TemaHome est racheté par Symbiosis SAS.
Aujourd'hui, TemaHome produit une ligne de meubles contemporains et d'accents décoratifs combinant lignes modernes et conceptions ayant été récompensées de célèbres designers.
L'usine en France est spécialisée dans le travail des panneaux mélaminés. Et l'usine de Tomar est elle spécialisée dans le plaquage en bois et la finition laquée sur des panneaux pleins. Les meubles des deux sites sont intégralement vendue en kit.

## Ligne de produits
La ligne de produits est composée par trois gammes distinctes : Essence, Style et Trends.
- Essence: Mobilier essentiel de base, prêt à monter, similaire au style de Ikea.
- Style: Ligne plus détaillée, design ciblé pour produit avec matériel de qualité supérieure.
- Trends: Mobilier de dernier cri, utilisant des matériaux de pointe tels que le DuPont's montelli, toujours signé par des designers mondialement récompensés.

## L'équipe design
La compagnie compte sur la collaboration du designer portugais Filipe Alarcão pour mener son équipe de designers internes.
La compagnie travaille aussi en externe avec autres designers.

## Photographies

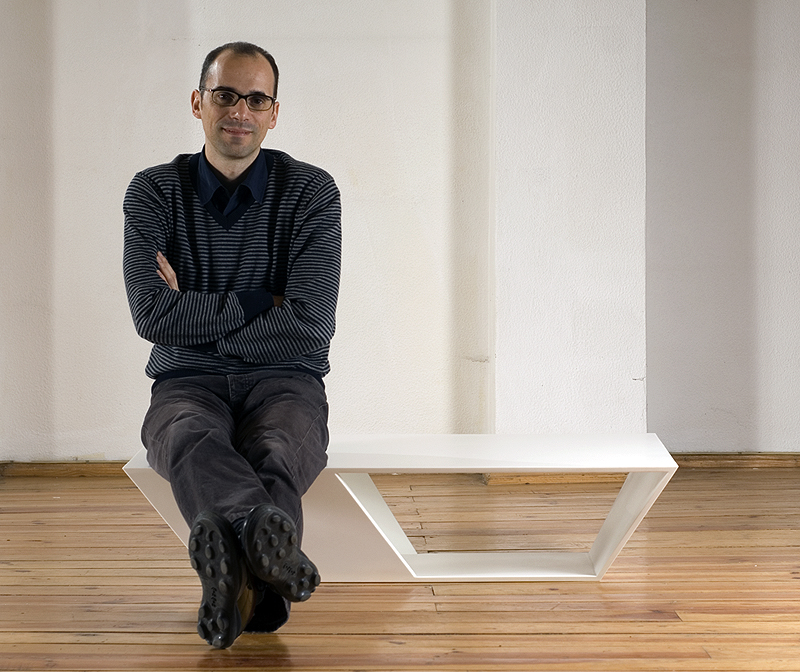
Filipe Alarcão et la table GEM.
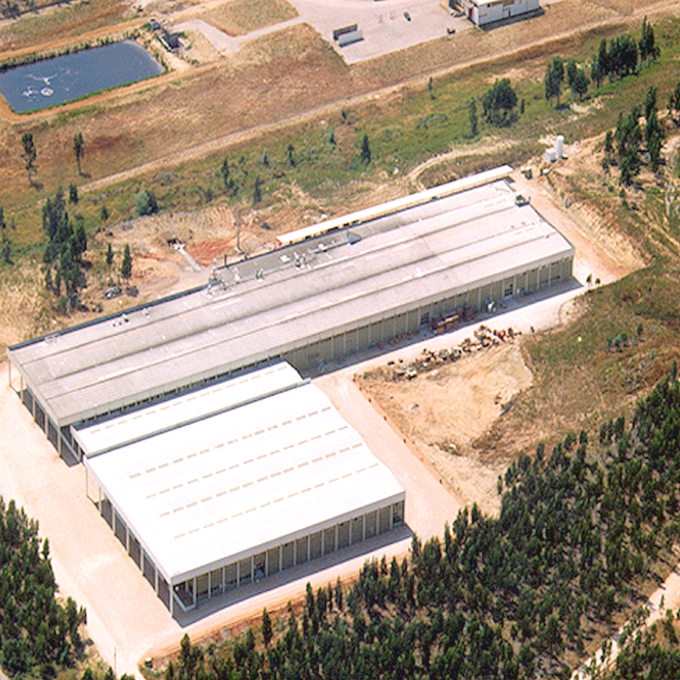
Usine de Tomar, Portugal.
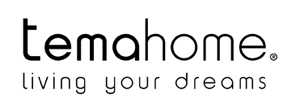
Ancien logo.